# Счастнов, Владимир Михайлович
Владимир Михайлович Счастнов (1 августа 1915 — 11 октября 1944) — Герой Советского Союза, командир отделения 4-го гвардейского отдельного штурмового инженерно-сапёрного батальона (Первая гвардейская штурмовая инженерно-сапёрная бригада, Второй Белорусский фронт), гвардии сержант.

## Биография
Родился на станции Казалинск в семье рабочего. Русский.
Работал слесарем в паровозном депо станции Казалинск.
Участник Великой Отечественной войны с сентября 1942 года. Отличился при освобождении Польши. Умер от полученных ранений 11 октября 1944 года.
Похоронен на южной окраине местечка Длугосёдло в Польше. Перезахоронен в братской могиле в Макув-Мазовецки.

## Награды
- Указом Президиума Верховного Совета СССР от 24 марта 1945 года гвардии сержанту Счастнову Владимиру Михайловичу присвоено звание Героя Советского Союза (посмертно).
- Награждён орденами Ленина, орденом Славы 3-й степени, медалью.

## Память
- Именем Владимира Михайловича Счастнова были названы школа и улица в городе Казалинск. Весной 2010 года аким Казалинского района лишил школу имени героя[1][2].